# 1000-km-Rennen von Spa-Francorchamps 1969

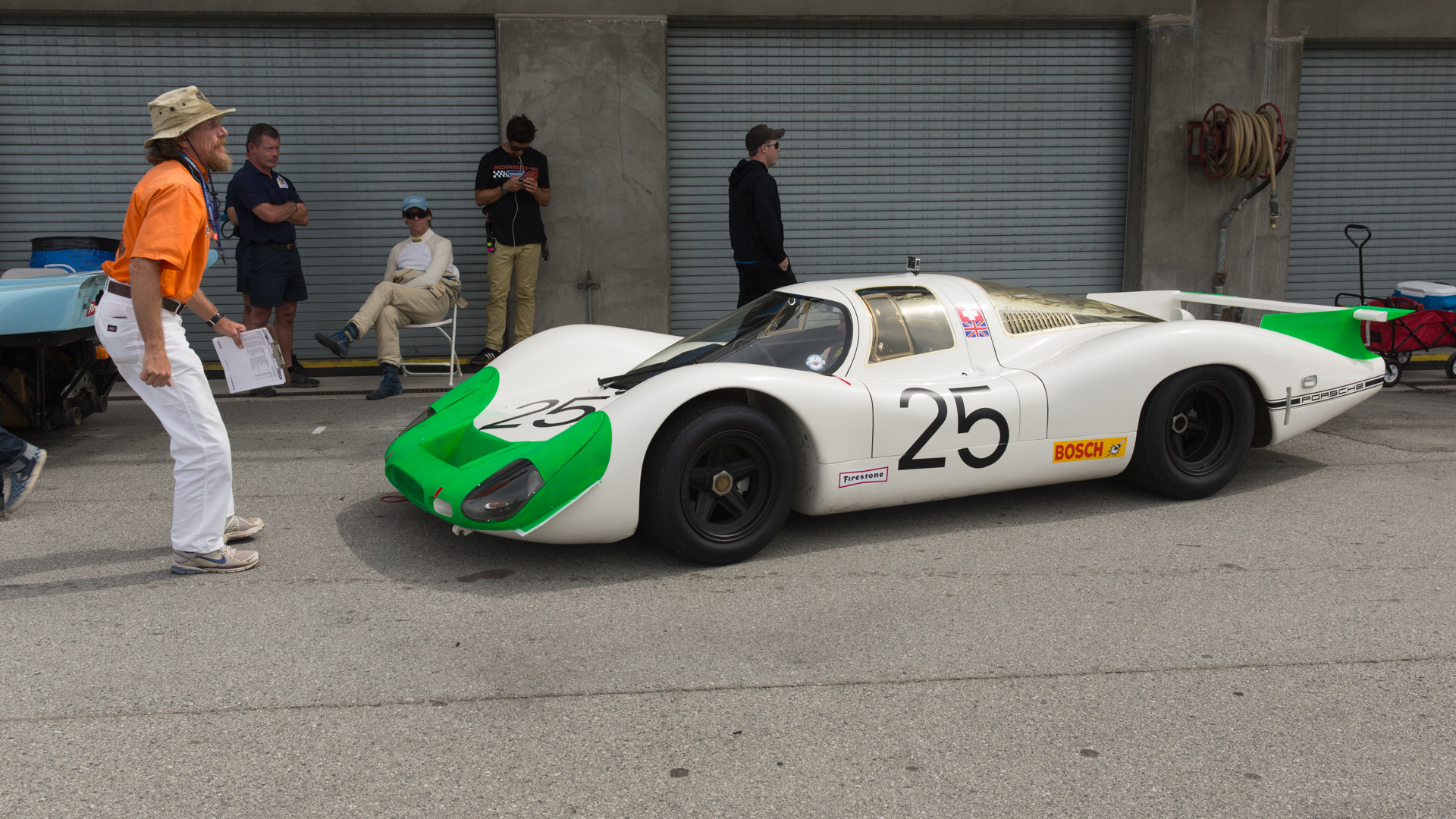
Porsche 908 Langheck mit der Startnummer 25; Siegerwagen von Jo Siffert und Brian Redman

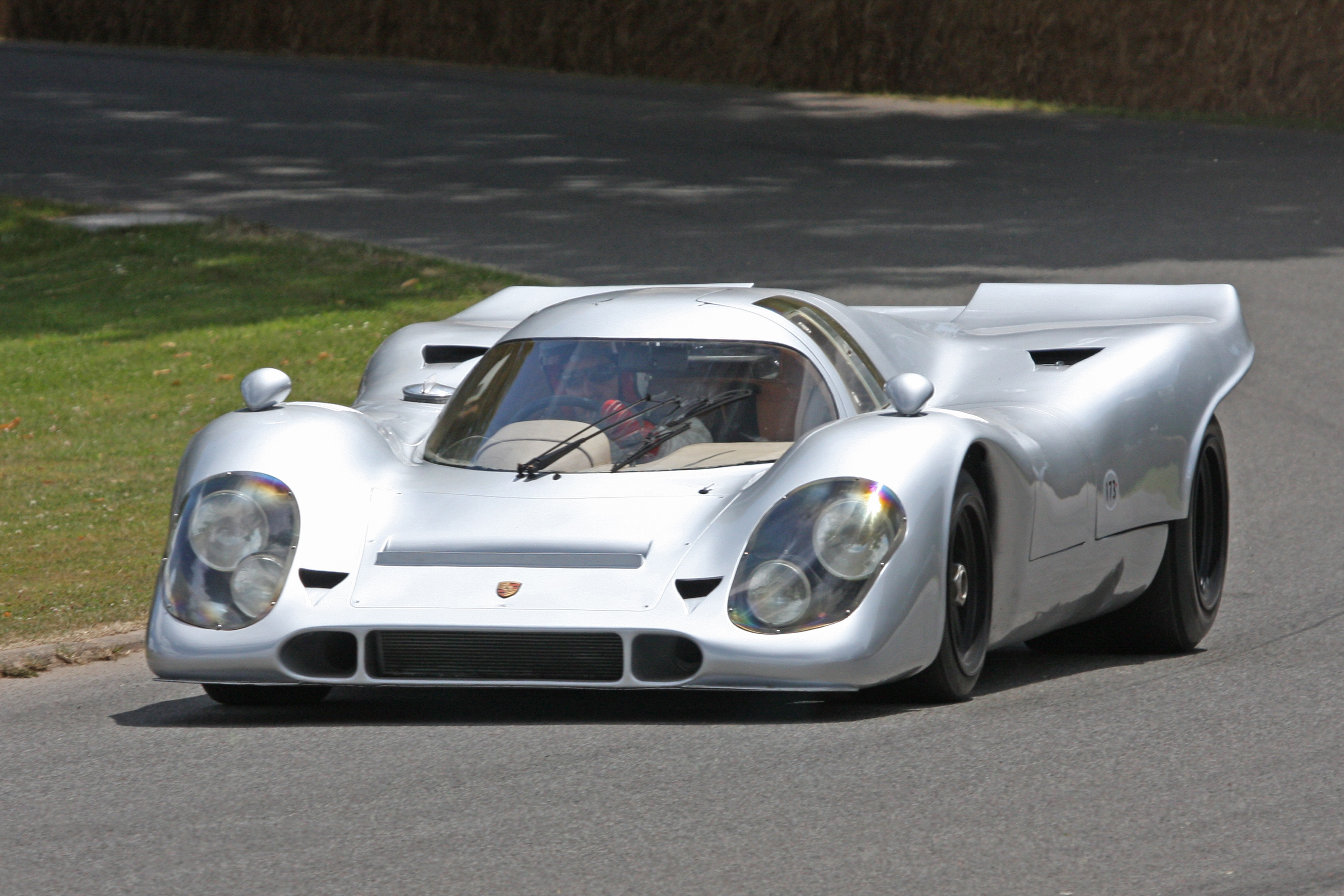
Der Porsche 917 gab in Spa sein Renndebüt

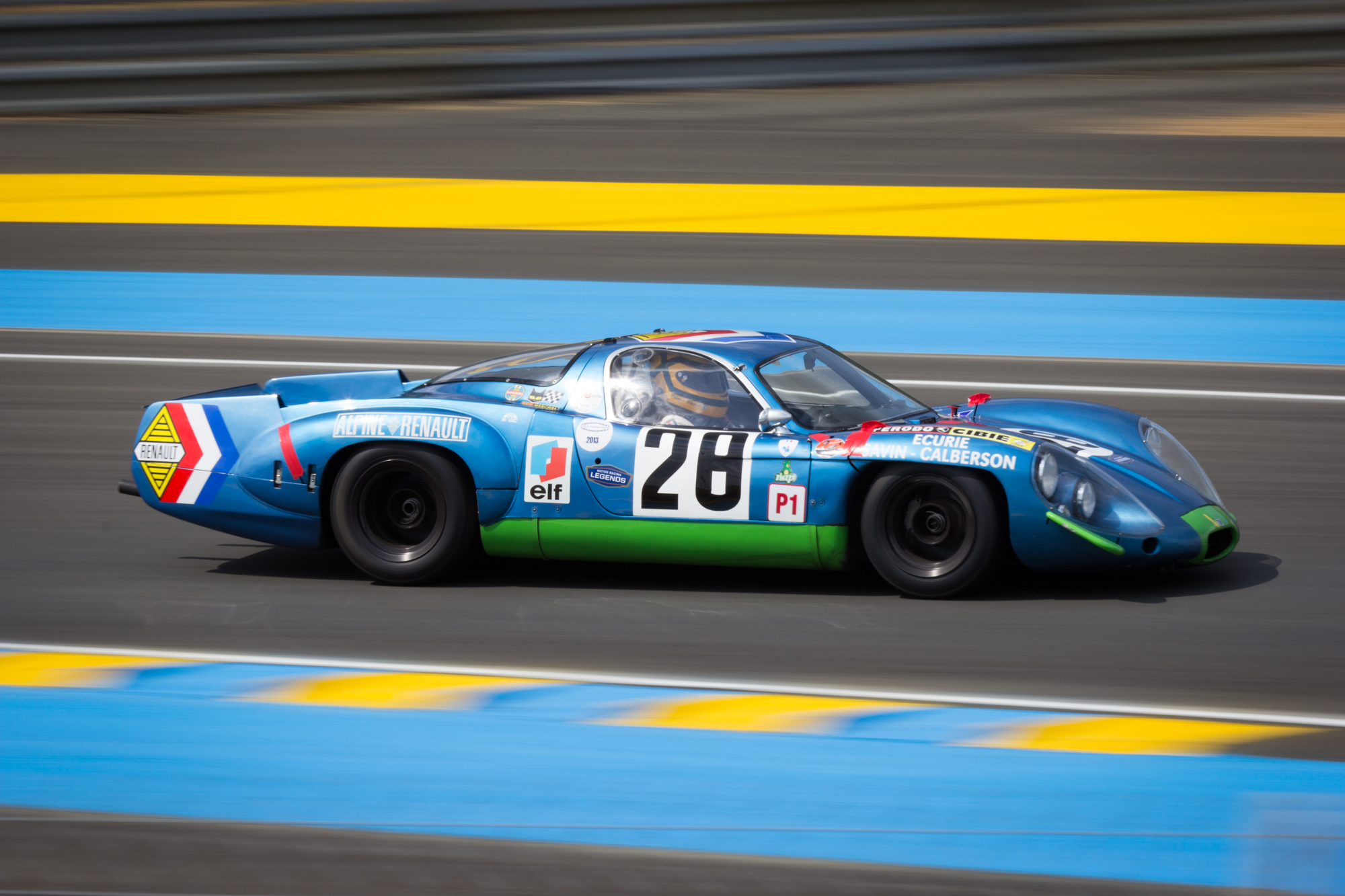
Alpine A220

Das vierte 1000-km-Rennen von Spa-Francorchamps, auch Grand Prix de Spa (1000 Kms de Francorchamps), Circuit National de Francorchamps, fand am 11. Mai 1969 auf dem Circuit de Spa-Francorchamps statt und war der sechste Wertungslauf der Sportwagen-Weltmeisterschaft dieses Jahres.

## Vor dem Rennen
Im Frühjahr 1969 hatte Jackie Stewart, als Vertreter der Grand Prix Drivers’ Association, die Rennstrecke von Spa-Francorchamps besichtigt und die Funktionäre des veranstaltenden Royal Automobile Club de Belgique erneut auf die Sicherheitsmängel an der Strecke hingewiesen. Die GPDA hatte schon lange die fehlenden Leitplanken an den gefährlichsten Stellen kritisiert und Stewart musste feststellen, dass nicht eine einzige der Anregungen umgesetzt wurde. In einer bis dahin einzigartigen Aktion im Grand-Prix-Sport, erwirkten die Fahrer der GPDA die Absage eines Formel-Grand-Prix. 1969 fand kein Großer Preis von Belgien statt.
Im Unterschied zum Formel-1-Rennen fand das Langstreckenrennen jedoch statt. Das lag zu einem am Umstand, dass das 1000-km-Rennen vom Royal Automobile Club of Spa und nicht vom Royal Automobile Club de Belgique veranstaltet wurde und zum anderen daran, dass die Sportwagenpiloten keine der GPDA ähnliche Vertretung hatten. Einige der Porsche-Werksfahrer sprachen vor dem Rennen von einer Groteske.

## Das Rennen
Rico Steinemann meldete für das Porsche-Werksteam vier Porsche 908 in der Langheckversion für Vic Elford/Kurt Ahrens, Rolf Stommelen/Hans Herrmann, Jo Siffert/Brian Redman und Gerhard Mitter/Udo Schütz. Für Siffert und Redman wurde alternativ ein Porsche 917 bereitgestellt, der in Spa sein Renndebüt gab.
Nach dem Debüt beim 6-Stunden-Rennen von Brands Hatch kamen die Mirage M2 von John Wyer in Spa zum zweiten Renneinsatz. Während Jacky Ickx und Jackie Oliver das Fahrgestell aus Brands Hatch fuhren, wurde für David Hobbs und Mike Hailwood ein neues Fahrzeug aufgebaut. Die beiden von einem V12-Motor von BRM angetriebenen Rennwagen hatten ZF-5-Gang-Schnellschaltgetriebe. Der Wagen von Hobbs und Hailwood erhielt eine neu konstruierte Auspuffanlage von Weslake. Nach der Absage bei der Targa Florio war die Scuderia Ferrari zurück in der Weltmeisterschaft. Den einzigen Ferrari 312P steuerten Pedro Rodríguez und David Piper, wobei Piper kurzfristig für den erkrankten Chris Amon einsprang. Ein zweiter 312P wurde für Mario Andretti und Peter Schetty gemeldet, war aber am Rennwochenende nicht einsatzbereit.
Aus Frankreich kamen drei Alpine A220 mit 3-Liter-V8-Motoren von Gordini, die von André de Cortanze, Jean Vinatier, Jean-Claude Andruet, Gijs van Lennep, Jean-Pierre Jabouille und Henri Grandsire gefahren wurden. Die beiden gemeldeten Werks-Matra MS630/650 erschienen nicht zum Training und zum Rennen.
Die drei Trainingseinheiten waren verregnet. Siffert fuhr auf regennasser Straße mit dem 917 eine Zeit von 3:51,900 Minuten, was einem Schnitt von 228,750 km/h entsprach. Siffert erklärte nach der ersten Trainingseinheit, der 917 wäre unabhängig von den Streckenverhältnissen kaum fahrbar. Als schnellster Pilot im Porsche-Fahrerkader durfte Siffert zwischen dem 917 und dem 908 wählen und entschied sich für den 908, den somit auch Redman fuhr. Mit dem 917 sollten daraufhin Mitter und Schütz ins Rennen gehen, deren 908 im Abschlusstraining einen Motorschaden hatte. Auf der immer trockner werdenden Fahrbahn erzielte Paul Hawkins in den letzten Trainingsminuten auf einem Lola T70 Mk.3B GT in 3:42,500 Minuten Trainingsbestzeit. Hawkins im Lola führte auch in der Anfangsphase des Rennens vor Ickx im Mirage. In der dritten Runde ging Siffert im 908 in Führung, knapp gefolgt von Pedro Rodríguez im Ferrari. In der Folge entwickelte sich ein Duell zwischen Siffert und Rodríguez, ähnlich dem beim 1000-km-Rennen von Monza. Aus der Sicht von Rodríguez fiel eine Vorentscheidung beim Überrunden von Karl von Wendt im Porsche 907 2.2. Während Siffert im Porsche auf der Abfahrt zur Eau Rouge an von Wendt vorbeikam, kollidierte Rodríguez vor der Kurve im Ferrari mit dem Porsche 907. Der Porsche von von Wendt krachte mit dem Heck in eine Barriere, wobei beim Wagen kaum ein Schaden entstand. Rodríguez musste zur Wagenkontrolle an die Box und verlor dabei 40 Sekunden. Nach dem Rennen beklagte sich auch Siffert über von Wendt: Ihr steht immer im Weg herum. Ihr müsst mehr in den Rückspiegel sehen. Die Entscheidung über den Gesamtsieg fiel jedoch nicht in den Boxen, sondern auf der Rennbahn. Ferrari-Rennstratege Mike Parkes wusste bereits vor dem Start über das Manko seines Teams Bescheid. David Piper, der Ersatzmann für den an Masern erkrankten Chris Amon, konnte das Tempo der Porsche-Spitzenpiloten und das seines Teamkollegen Rodríguez nicht mitfahren. Parkes ließ daher Rodríguez die laut Reglement erlaubte maximale Fahrzeit – 3 Stunden – im Auto sitzen. Sechs Minuten vor Ablauf dieser Zeit kam Rodríguez zum Fahrerwechsel an die Box. Zu diesem Zeitpunkt betrug der Rückstand auf den nunmehr im führenden Porsche fahrenden Brian Redman 45 Sekunden. Da der Ferrari-Pilot beim ungeplanten Kontrollstopp 40 Sekunden verloren hatte, büßte er auf der Strecke und bei den notwendigen Tankstopps nur fünf Sekunden auf den führenden Porsche ein. Piper verlor während seines 62 Minuten dauernden Stints bis zu fünf Sekunden pro Runde auf Redman und später auf Jo Siffert. Damit war das Rennen zu Ungunsten von Ferrari entschieden. Im Ziel betrug der Rückstand auf den siegreichen Porsche 3 Minuten und 32 Sekunden.
Nur eine knappe Runde dauerte der Debüteinsatz des Porsche 917, der mit einem überdrehten Motor entlang der Boxengasse ausrollte.

## Ergebnisse

### Schlussklassement
| 1               | P 3.0    | 25  | Porsche System Engineering        | Jo Siffert Brian Redman                                              | Porsche 908 LH       | 71 |
| 2               | P 3.0    | 8   | Spa Ferrari SEFAC                 | David Piper Pedro Rodríguez                                          | Ferrari 312P         | 71 |
| 3               | P 3.0    | 5   | Porsche System Engineering        | Vic Elford Kurt Ahrens                                               | Porsche 908 LH       | 70 |
| 4               | P 3.0    | 11  | Porsche System Engineering        | Hans Herrmann Rolf Stommelen                                         | Porsche 908 LH       | 67 |
| 5               | S 5.0    | 32  | Ecurie Bonnier                    | Jo Bonnier Herbert Müller                                            | Lola T70 Mk.3B GT    | 67 |
| 6               | P 3.0    | 16  | Racing Team VDS                   | Teddy Pilette Rob Slotemaker                                         | Alfa Romeo T33/2 2.5 | 65 |
| 7               | P 3.0    | 2   | J. W. Automotive                  | David Hobbs Mike Hailwood                                            | Mirage M2/300        | 65 |
| 8               | S 5.0    | 33  | Paul Hawkins Racing               | Paul Hawkins David Prophet                                           | Lola T70 Mk.3B GT    | 64 |
| 9               | S 5.0    | 38  | Peter Sadler                      | Peter Sadler Paul Vestey                                             | Ford GT40            | 64 |
| 10              | S 5.0    | 37  | IGFA Deutsche Auto Zeitung        | Helmut Kelleners Reinhold Joest                                      | Ford GT40            | 64 |
| 11              | S 5.0    | 34  | PR For Men                        | Picko Troberg Björn Rothstein                                        | Lola T70 Mk.3B GT    | 63 |
| 12              | S 2.0    | 39  | William Bradley                   | William Bradley Tony Dean                                            | Porsche 910          | 61 |
| 13              | GT 2.0   | 59  | Gérard Larrousse                  | Gérard Larrousse Rudi Lins Dieter Spoerry                            | Porsche 911T         | 58 |
| 14              | GT 5.0   | 58  | Scuderia Filipinetti              | Jacques Rey Edgar Berney                                             | Ferrari 275 GTB/C    | 58 |
| 15              | S 2.0    | 43  | Guy Edwards                       | Guy Edwards Mike Franey                                              | Chevron B8           | 58 |
| 16              | S 2.0    | 20  | Bridges Walker                    | John Bridges John Lepp                                               | Chevron B8           | 58 |
| 17              | P 3.0    | 5   | Societé Automobiles Alpine        | André de Cortanze Jean Vinatier                                      | Alpine A220/69       | 57 |
| 18              | GT 2.0   | 55  | Jean-Pierre Gaban                 | Jean-Pierre Gaban Yves Deprez                                        | Porsche 911S         | 56 |
| 19              | S 2.0    | 46  | Lord Angus Clydesdale             | Angus Clydesdale Terry Hunter                                        | Chevron B8           | 56 |
| 20              | S 2.0    | 41  | JCB Excavators Ltd.               | Peter Brown Roger Enever                                             | Chevron B8           | 56 |
| 21              | P 3.0    | 4   | Societé Automobiles Alpine        | Jean-Claude Andruet Gijs van Lennep                                  | Alpine A220/69       | 54 |
| 22              | P 2.0    | 21  | Andrew Mylius                     | Andrew Mylius Alan Harvey                                            | Chevron B8           | 54 |
| 23              | GT + 5.0 | 57  | Chris Tuerlinx                    | Chris Tuerlinx Etienne Stalpaert                                     | Chevrolet Corvette   | 53 |
| 24              | P 2.0    | 22  | Richard Dawkins                   | Richard Dawkins Rod Eade                                             | MGB                  | 51 |
| 25              | GT 2.0   | 56  | Hans-Dieter Blatzheim             | Hans-Dieter Blatzheim Werner Zanders                                 | Porsche 911T         | 41 |
| Ausgefallen     |          |     |                                   |                                                                      |                      |    |
| 26              | P 3.0    | 12  | German BG Racing Team             | Karl von Wendt Willi Kauhsen                                         | Porsche 907 2.2      | 7  |
| 27              | S 5.0    | 30  | Porsche System Engineering        | Gerhard Mitter Udo Schütz                                            | Porsche 917          | 1  |
| 28              | P 3.0    | 1   | J. W. Automotive                  | Jacky Ickx Jackie Oliver                                             | Mirage M2/300        |    |
| 29              | P 3.0    | 3   | Societé Automobiles Alpine        | Jean-Pierre Jabouille Henri Grandsire                                | Alpine A220/68       |    |
| 30              | P 3.0    | 14  | German BG Racing Team             | Hans-Dieter Dechent Gerhard Koch                                     | Porsche 907 2.2      |    |
| 31              | S 2.0    | 44  | Worcestershire Racing Association | John Burton Paul Ridgway                                             | Chevron B8           |    |
| Nicht gestartet |          |     |                                   |                                                                      |                      |    |
| 32              | P 3.0    | 17  | Racing Team VDS                   | Gustave Gosselin Claude Bourgoignie                                  | Alfa Romeo T33/2 2.5 | 1  |
| 33              | P 3.0    | 18  | Tony Beeson                       | Tony Beeson Peter Smith                                              | Chevron B8           | 2  |
| 34              | P 3.0    | 24T | Porsche System Engineering        | Gerhard Mitter Udo Schütz                                            | Porsche 908 LH       | 3  |
| 35              | S 5.0    | 31  | Porsche System Engineering        | Jo Siffert Brian Redman                                              | Porsche 917          | 4  |
| 36              | S 2.0    | 40  | Racing Team VDS                   | Jean-Marie Jacquemin Camille Demoulin Yves Deprez Jean-Pierre Cornet | Alfa Romeo Giulia TZ | 5  |
| 37              | S 2.0    | 45  | Peter Taggart                     | Peter Taggart Tony Goodwin                                           | Chevron B8           | 6  |
| 38              | S 2.0    | 48  | Ecurie Francorchamps              | Hughes de Fierlant Léon Dernier                                      | Ferrari Dino 206S    | 7  |
| 39              | P 3.0    | 24  | Porsche System Engineering        | Gerhard Mitter Udo Schütz                                            | Porsche 908 LH       | 8  |

1 Kolbenschaden im Training
2 Motorschaden im Training
3 Ersatzwagen
4 Ersatzwagen
5 Unfall im Training
6 nicht gestartet
7 Unfall im Training
8 Motorschaden im Training

### Nur in der Meldeliste
Hier finden sich Teams, Fahrer und Fahrzeuge, die ursprünglich für das Rennen gemeldet waren, aber aus den unterschiedlichsten Gründen daran nicht teilnahmen.
| Pos. | Klasse | Nr. | Team               | Fahrer                                   | Chassis          |
| ---- | ------ | --- | ------------------ | ---------------------------------------- | ---------------- |
| 40   | P 3.0  | 6   | Matra              | Jean Guichet                             | Matra MS630/650  |
| 41   | P 3.0  | 7   | Matra              | Johnny Servoz-Gavin Jean-Pierre Beltoise | Matra MS630/650  |
| 42   | P 3.0  | 9   | Spa Ferrari SEFAC  | Mario Andretti Peter Schetty             | Ferrari 312P     |
| 43   | P 2.0  | 15  | Alfa Romeo Benelux | Enrico Pinto Camille Demoulin            | Alfa Romeo T33/2 |
| 44   | P 2.0  | 19  | Willie Green       | Willie Green Jonathan Williams           | Chevron B5       |
| 45   | P 2.0  | 23  | Unipower           | Andrew Hedges Piers Forester             | Unipower GT      |
| 46   | S 5.0  | 35  | Tech-Speed Racing  | Chris Craft Alan Rollinson               | Lola T70 Mk.3 GT |
| 47   | S 5.0  | 36  | Ford France        | Michel Martin Hervé Bayard               | Ford GT40        |
| 48   | S 2.0  | 42  |                    | John Hine Mike Crabtree                  | Lotus 47         |

### Klassensieger
| Klasse   | Fahrer           | Fahrer            | Fahrer         | Fahrzeug           | Platzierung im Gesamtklassement |
| -------- | ---------------- | ----------------- | -------------- | ------------------ | ------------------------------- |
| P 3.0    | Jo Siffert       | Brian Redman      |                | Porsche 908 LH     | Gesamtsieg                      |
| P 2.0    | John Bridges     | John Lepp         |                | Chevron B8         | Rang 16                         |
| S 5.0    | Jo Bonnier       | Herbert Müller    |                | Lola T70 Mk.3B GT  | Rang 5                          |
| S 2.0    | William Bradley  | Tony Dean         |                | Porsche 910        | Rang 12                         |
| GT + 5.0 | Chris Tuerlinckx | Etienne Stalpaert |                | Chevrolet Corvette | Rang 23                         |
| GT 5.0   | Jacques Rey      | Edgar Berney      |                | Ferrari 275 GTB/C  | Rang 14                         |
| GT 2.0   | Gérard Larrousse | Rudi Lins         | Dieter Spoerry | Porsche 911T       | Rang 13                         |

### Renndaten
- Gemeldet: 48
- Gestartet: 31
- Gewertet: 25
- Rennklassen: 7
- Zuschauer: unbekannt
- Wetter am Renntag: warm und trocken
- Streckenlänge: 14,100 km
- Fahrzeit des Siegerteams: 4:24:19,600 Stunden
- Gesamtrunden des Siegerteams: 71
- Gesamtdistanz des Siegerteams: 1001,100 km
- Siegerschnitt: 227,242 km/h
- Pole-Position: Paul Hawkins – Lola T70 Mk.3B GT (#33) – 3:42,500
- Schnellste Rennrunde: Brian Redman – Porsche 908 LH (#25) – 3:37,100 = 233,809 km/h
- Rennserie: 6. Lauf zur Sportwagen-Weltmeisterschaft 1969